# Батори, Андраш
А́ндраш Ба́тори (венг. Báthory András, Анджей Баторий, пол. Andrzej Batory; 1563 — 3 ноября 1599) — венгерский кардинал, князь-епископ вармийский (1589—1599), князь Трансильвании (1599).

## Биография
Был любимым племянником бездетного Иштвана (Стефана) Батория, избранного в 1575 году королём Речи Посполитой. По приглашению дяди в 1578—1583 годах Андраш Батори учился в польском иезуитском коллегиуме в Пултуске. В 1581 году получил сан каноника вармийского, а в 1583 году стал пробстом в Мехуве. Продолжил своё церковное образование в Риме, в 1584 году получил сан епископа-коадъютера вармийского. В том же 1584 году получил в Риме сан кардинала от папы Григория XIII. В марте 1589 года Анджей (Андраш) Баторий получил сан епископа Вармии. Андраш рассматривался как потенциальный преемник дяди на польско-литовском королевском престоле, но выбор был сделан в пользу Сигизмунда Ваза.
В 1590-х годах Андраш со своим братом Бальтазаром находились в конфронтации со своим двоюродным братом,  трансильванским князем Жигмондом (Сигизмундом) Батори, который даже казнил Бальтазара. Однако после поражения Османской империи от Священной лиги  в марте 1599 года Жигмонд Батори отказался от княжеского престола — в пользу сперва императора Священной Римской империи Рудольфа II, а затем вармийского князя-епископа и кардинала Анджея Батори, ставленника Польши. 18 октября 1599 года в битве при Шелимбере Андраш Баторий потерпел поражение от армии валашского господаря Михая Храброго, который в союзе с Рудольфом оккупировал Трансильванию. Анджей Баторий лишился княжеского трона и бежал через Молдавию в Польшу, но по дороге был убит секеями.

## Семья
- Отец — Анджей Баторий;
- Мать — Маргарита Майлат;
- двоюродный брат — трансильванский князь Жигмонд Батори.